# 万才
万才（まんざい）は、山梨県甲斐市の大字。旧中巨摩郡竜王町万才。旧竜王村。人口は2,308人、世帯数は1,037世帯（2022年5月現在）。面積は0.55km²。

## 地理
甲府盆地の中央、甲斐市の南に位置し、甲斐市富竹新田・篠原・昭和町西条新田・西条が隣接する。
域内のすぐ東側を中央自動車道が通過しており、甲府昭和インターチェンジが設置されている。

### 万才の自治会
万才には以下の自治会が置かれている。
- 万才1区
- 万才東区

## 歴史
- 2004年（平成16年）9月1日 - 中巨摩郡竜王町が同郡敷島町、北巨摩郡双葉町と合併したことにより[4][5]、中巨摩郡竜王町万才から甲斐市万才に変更される[5]。

## 世帯数と人口
2022年（令和4年）6月現在（甲斐市発表）の世帯数と人口は以下の通りである。
| 大字 | 行政区   | 人口    | 世帯数    |
| ---- | -------- | ------- | --------- |
| 万才 | 全域     | 2,308人 | 1,037世帯 |
| 万才 | 万才1区  | 1,170人 | 505世帯   |
| 万才 | 万才東区 | 1098人  | 509世帯   |

## 教育

### 幼稚園・保育園・こども園
万才保育園がある。

### 小・中学校の学区
市立小・中学校の学区（校区）は以下の通りである。
| 大字 | 行政区 | 小学校               | 中学校             |
| ---- | ------ | -------------------- | ------------------ |
| 万才 | 全域   | 甲斐市立竜王南小学校 | 甲斐市立竜王中学校 |

## 交通

### 道路

#### 高速道路
- E20 中央自動車道

#### 県道
- 県道5号甲府南アルプス線（アルプス通りを含む全線が通過）